# 黒木敏郎
黒木 敏郎（くろき としろう、1916年2月11日 - 1993年2月5日）は、日本の水産学者。
鹿児島県鹿屋市生まれ。1941年東京帝国大学工学部航空学科卒。陸軍航技大尉で敗戦。1948年鹿児島水産専門学校教授、1949年鹿児島大学助教授、1955年「魚群衆体変動要因としての魚群移動について」で九州大学農学博士。1960年北海道大学教授、1968年東京大学海洋研究所教授、1976年定年退官、東京水産大学教授、1979年定年退官、名誉教授、日本大学理工学部教授。
西日本文化賞、1983年日本水産学会賞・功績賞(水産一般)「魚群行動に関連する応用物理学的研究」、89年勲三等旭日中綬章受勲。農林省のマリンランチング(海洋牧場)計画委員も兼務。イルカに詳しいことで知られた。

## 著書
- 『電戟漁法』技報堂 1955
- 『海洋と人間』共立出版 海洋開発シリーズ 1970
- 『イルカと人間』講談社現代新書 1973
- 『黒木敏郎先生「研究の歩み」』黒木敏郎先生ファンクラブ編 日本大学理工学部海洋建築工学科佐久田研究室 1986

### 編著
- 『新水産学全集 31 海洋環境測定』編 恒星社厚生閣 1982

## 論文
- <黒木敏郎